# Інтелектуальна власність

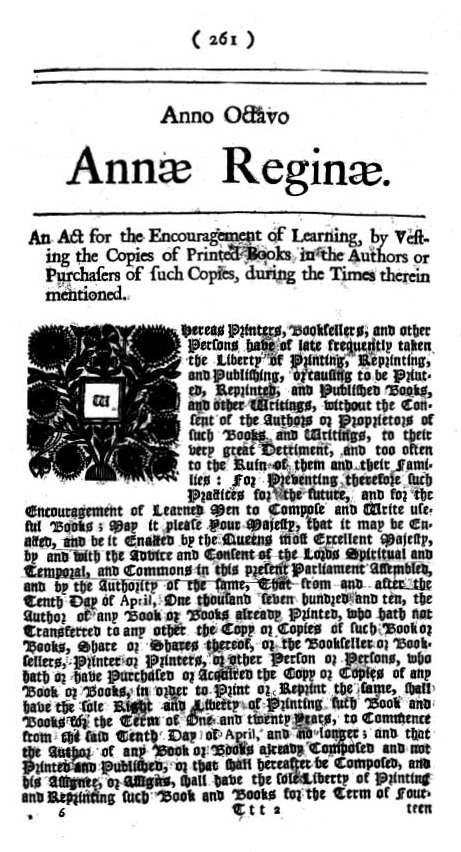
Статут королеви Анни

Інтелектуальна власність, скорочено «ІВ» (англ. intellectual property) — результат інтелектуальної, творчої діяльності однієї людини (автора, виконавця, винахідника тощо) або кількох осіб.
Інтелектуальна власність є невід'ємною частиною сучасного суспільства, що охоплює права на винаходи, авторські твори, торгові марки, дизайни та інші інтелектуальні надбання. Ця сфера відіграє важливу роль у захисті інновацій, творчості та конкурентоспроможності національних та міжнародних рівнів. Інтелектуальна власність забезпечує винагороду для творців та винахідників, стимулює їхню креативність та інноваційний потенціал. Крім того, це сприяє розвитку науки, технологій, мистецтва та культури, сприяючи тим самим загальному прогресу суспільства. 
Вивчення інтелектуальної власності надає можливість зрозуміти складні аспекти правового захисту інтелектуальних надбань, а також сприяє вдосконаленню законодавства у цій сфері. Актуальність цієї теми зростає в умовах швидкого розвитку технологій та глобалізації, де інновації стають ключовим фактором конкурентоспроможності країн та компаній. Отже, розуміння важливості інтелектуальної власності є надзвичайно важливим для всіх сфер суспільства, починаючи від бізнесу та науки і закінчуючи культурною сферою.